# Reprezentacja Portugalii w futsalu mężczyzn
Reprezentacja Portugalii w futsalu – reprezentacja Portugalii reprezentująca kraj w międzynarodowych turniejach futsalowych, sterowana przez Portugalską Federację Piłki Nożnej. Jest uważana za jedną z najlepszych drużyn w Europie.

## Osiągnięcia

### Sukcesy światowe
- 1. miejsce na Mistrzostwach Świata 2021
- 3. miejsce na Mistrzostwach Świata 2000,

### Sukcesy europejskie
- 1. miejsce na  Mistrzostwach Europy 2018.
- 1. miejsce na  Mistrzostwach Europy 2022.
- 2. miejsce na Mistrzostwach Europy 2010,

## Spis turniejów

### Mistrzostwa świata w futsalu
- 1989 – Nie zakwalifikowali się
- 1992 – Nie zakwalifikowali się
- 1996 – Nie zakwalifikowali się
- 2000 – 3. miejsce
- 2004 – Druga runda
- 2008 – Pierwsza runda
- 2012 – Ćwierćfinał
- 2016 – 4. miejsce
- 2021 – Mistrzostwo
- 2024 – 1/8 finału

### Mistrzostwa Europy w futsalu
- 1996 – Nie zakwalifikowali się
- 1999 – Pierwsza runda
- 2001 – Nie zakwalifikowali się
- 2003 – Pierwsza runda
- 2005 – Pierwsza runda
- 2007 – 4. miejsce
- 2010 – 2. miejsce
- 2012 – Ćwierćfinał
- 2014 – 4. miejsce
- 2016 – Ćwierćfinał
- 2018 –  Mistrzostwo
- 2022 –  Mistrzostwo